# Halle aux poissons (Vannes)
Pour les articles homonymes, voir Halle aux poissons.
La Halle aux poissons également connue sous le nom de Halle de la poissonnerie est une poissonnerie située dans la commune française de Vannes dans le Morbihan en Bretagne.

## Localisation
La halle aux poissons est située sur la place de la Poissonnerie au sud-ouest de l'intra-muros de Vannes, au nord du bastion de Gréguennic et au nord-ouest de la porte Saint-Vincent.

## Histoire
La première poissonnerie municipale vannetaise est construite en bois en 1821 sur un bras de la rivière de la Marle située à l'ouest de la rue Saint-Vincent sur le lieu où se tenait un ancien marché aux poissons, devenu la place de la Poissonnerie. Ce premier bâtiment, rapidement trop petit et peu hygiénique, est remplacé par le monument actuel en pierre et poutres métalliques réalisé dans les années 1880 par l'architecte E. de Lamarzelle. 

## Architecture
La halle aux poissons est construite en granite. Elle mesure 35 mètres de long pour 13 mètres de large. À l'intérieur du bâtiment, 18 poteaux (deux rangées de neuf poteaux), dont certains portent des ornements en forme de coquilles Saint-Jacques, soutiennent une charpente métallique.